# Xysticus geometres
Xysticus geometres är en spindelart som beskrevs av Ludwig Carl Christian Koch 1874. Xysticus geometres ingår i släktet Xysticus och familjen krabbspindlar.
Artens utbredningsområde är Queensland. Inga underarter finns listade i Catalogue of Life.